# 日蔭温子
日蔭 温子（ひかげ あつこ、1954年4月23日 - ）は岩手県岩手郡岩手町出身の日本の女子プロゴルファーである。ティーチングプロフェッショナル資格A級を保持している。

## 来歴
岩手町立第一中学校卒業。その後、集団就職で鐘紡に入社し、中学生時代からしていたバレーボールの実業団選手となる。
家庭の都合で鐘紡を退社後、1971年8月より武蔵カントリークラブ豊岡コース（埼玉県）に入社、キャディ業務や研修生の練習の手伝いをしながら、先輩に誘われる形でクラブを握り、17歳でゴルフを始める。
ゴルフを始めて約5か月後、クラブ内の社員コンペで優勝し、プロを意識する。2年でプロになるとの決意のもと、武蔵CCを退社し、忠太ゴルフ練習場（東京都清瀬市）に入社、フロント業務終了後にひたすら球を打ち込む生活を送った。
1974年春のプロテストは不合格だったのものの、同年10月に行われた秋のプロテストで合格。
1975年日本女子プロゴルフ協会（LPGA）入会し、岡本綾子と同期のLPGA17期生となる。
1980年「ヤクルトミルミルレディーストーナメント」でプロ初優勝。
1982年公式戦「日本女子オープンゴルフ選手権競技」を含む2勝。
1985年1勝、1986年2勝。
1987年は6勝を挙げ、年間獲得賞金ランキングで自己最高位となる2位となる。
LPGAのツアー制度施行後、1989年2勝、1991年1勝。
1992年公式戦「日本女子オープンゴルフ選手権競技」を含む2勝、1993年1勝。
1994年からは出場試合数を減らした。
2000年からは歴代優勝者の資格での「日本女子オープンゴルフ選手権競技」のみの出場となり、2002年の同大会を最後にツアーから引退。
ツアー参戦中の1991年から至学館大学健康科学研究所で客員教授を務めている。

## 出演

### TV
- 『ふるさとの仲間たち 女王がゴルフと出会う前 ～岩手県岩手町・日蔭温子～』（NHK総合テレビ 1997年10月8日放送）
- 『日蔭温子の日立サンデーゴルフ』（テレビ東京）

### CM
- 岡三証券 ワリコー、企業CM（1981年）